# Laccobius bipunctatus
Laccobius bipunctatus är en skalbaggsart som först beskrevs av Fabricius 1775.  Laccobius bipunctatus ingår i släktet Laccobius, och familjen palpbaggar. Arten är reproducerande i Sverige.